# Alice Sportisse Gomez-Nadal
Alice Sportisse Gomez-Nadal, née Alice, Gilberte Crémadès le 9 juillet 1909 à Lavarande (aujourd'hui Sidi Lakhdar, près de Aïn Defla, en Algérie) et morte le 3 juin 1996 à Agen (Lot-et-Garonne), est une femme politique française, membre du Parti communiste français et du Parti communiste algérien. Elle est élue membre des Assemblées constituantes de 1945 et de 1946 du département d'Oran, puis députée du même département de 1946 jusqu'en 1955, sous les deux premières législatures de la IVe République.

## Biographie
Alice Cremadès est la fille d'un ouvrier « poseur de rails » des chemins de fer, originaire d'une famille espagnole établie en Algérie depuis le milieu du XIXe siècle. Boursière d'État, elle obtient le brevet et devient secrétaire comptable. En 1936 elle se marie avec le militant communiste algérien Lucien Sportisse qui est son « mentor » en politique. Devenue veuve après la mort de celui-ci le 24 mars 1944 sous les balles d'un milicien, elle se remarie sept ans plus tard avec un républicain espagnol, Emili Gomez Nadal, traducteur à la CGT, mais conserve son premier nom marital, sous lequel elle est élue député en 1945.

### Politique et Résistance
Adhérente au Parti communiste français en 1935, membre du comité central du Parti communiste algérien lors de la constitution de ce parti en octobre 1936, elle est responsable à Oran du Comité mondial des femmes contre la guerre et le fascisme. Elle est appelée à Paris pour assurer la coordination des aides à l'Espagne républicaine, puis elle rejoint l'Espagne pour y représenter le Comité international de coordination à cette même république et assurer jusqu'en mars 1939 le repli des réfugiés. Elle devient ensuite, sous la présidence de Frédéric Joliot-Curie secrétaire de l'Office international pour l'enfance et continue d'assurer au début de la clandestinité l'aide aux réfugiés. De retour en Algérie en 1942 elle devient secrétaire générale de l'Union démocratique des femmes et entre en 1945 au bureau politique du Parti communiste algérien.

### Carrière politique
En septembre 1945 elle est élue au conseil général d'Oran, puis est présentée par le Parti communiste aux élections générales dans le collège des citoyens français du département d'Oran. Elle est députée de 1945 à 1955. Après l'indépendance algérienne, elle s'établit en France et reste membre du parti communiste jusqu'à sa mort.
Elle compte parmi les premières femmes députées de l'histoire française.

#### Assemblées constituantes
- Membre de la 1re Assemblée constituante : 21 octobre 1945 - 10 juin 1946
- Membre de la 2e Assemblée constituante : 2 juin 1946 - 27 novembre 1946

#### Quatrième République
Ire législature
- Députée du 10 novembre 1946 au 4 juillet 1951

IIe législature
- Députée du 17 juin 1951 au 1er décembre 1955